# Coolamon

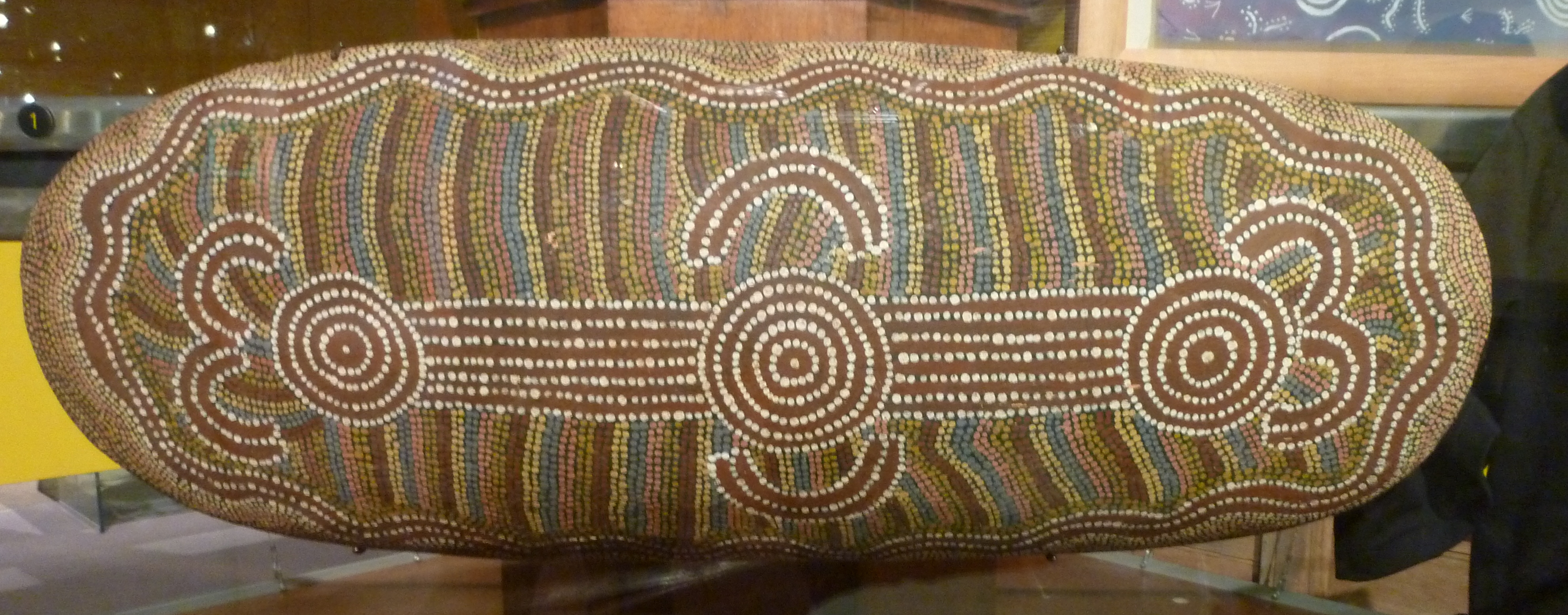
Coolamon mit Dot-Painting

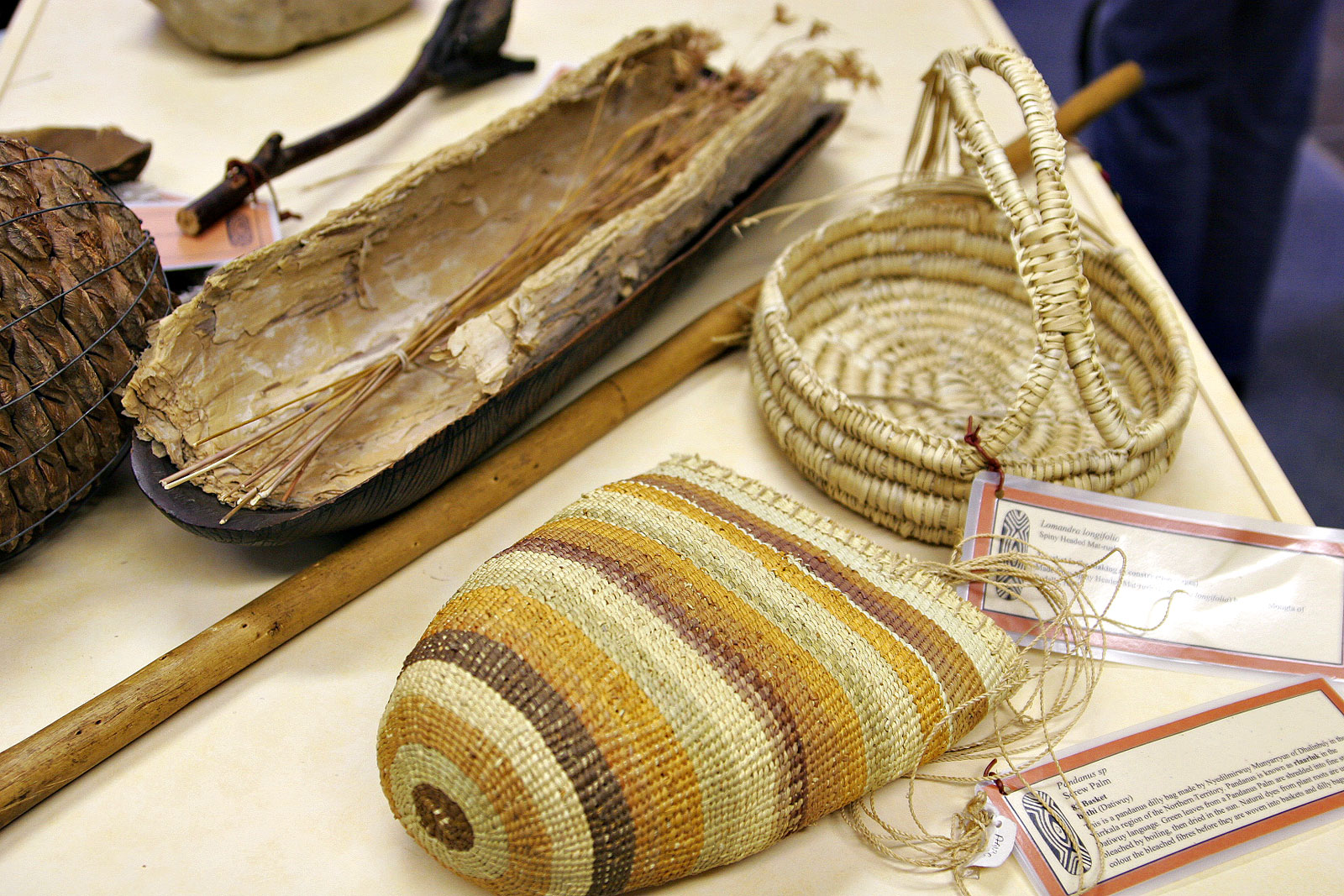
Das Coolamon aus Rinde ist oben links zu erkennen.

Ein Coolamon ist ein traditionelles Transportbehältnis der Aborigines zum Tragen. Es dient mehreren Zwecken, wie beispielsweise als Schüssel mit seinen gekrümmten Seiten. Ein Coolamon erreicht eine Länge von 30–70 cm und ist wie ein Kanu geformt.

## Verwendung
Coolamons werden traditionell von Aborigine-Frauen zur Aufbewahrung von Wasser, Früchten und Nüssen aber auch als Babytrage verwendet. Wenn Frauen sich heute mit Bush Food befassen, benutzen sie üblicherweise eine Blechkanne oder Blechbüchse für Mehl. Das Coolamon wurde auf dem Kopf getragen, wenn Entfernungen zu überwinden waren, oder es wurde unter dem Arm getragen, wenn es zum Transport benutzt wurde. Wurde das Coolamon auf den Kopf gesetzt, kam ein rundes Polster (ein akartne in der Sprache der Arrernte) dazwischen, das entweder aus einem Possumfell oder aus einem menschlichen Haarkranz und/oder aus gedrehtem Gras oder Federn bestand. Dies half zur Abfederung von schmerzhaften Erschütterungen des Kopfes und schützte die im Coolamon vorhandene Fracht. Zum gleichen Zweck benutzen auch Frauen in Indien und in Afrika derartige Polster, wenn sie Behältnisse auf ihrem Kopf tragen. Die Pintupi in der Western Desert schützten sich mit einem doppelt geflochtenen Band (ngalyibi) aus Haaren oder Bastfasern, um das Coolamon auf ihren Schultern zu tragen. Sie trugen auch ein kleineres Coolamon als Hut mit einer Schnur um das Kinn.
Coolamons wurden auch zum Entfernen der Hülle der Saatkörner im Herstellungsprozess von Busch-Brot, wie auch allgemein als Behältnis für Gekochtes und Gebackenes, genutzt. Es diente auch als Regenschirm.

## Herstellung

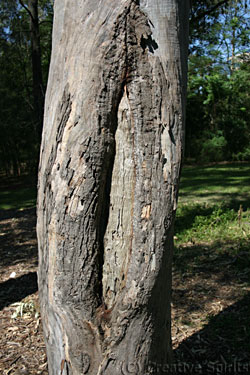
Spuren an einer Baumrinde, die vermutlich von der Herstellung eines Coolamon in Parramatta in New South Wales stammen.

Coolamons wurden grundsätzlich von Männern hergestellt. Es wurden üblicherweise aus Hartholzbäumen, wie dem Mallee, geformt. In Central Australia wurde hierfür häufig der Bean Tree (Erythrina vespertilio) verwendet. Ein Stück der äußeren Rinde des Baumes wird entfernt und über Feuer in Form gebracht, bis es die typische Form des Coolamons annahm. Tiefe Grate wurden unter Einsatz eines Messers aus Feuerstein eingeschnitten. Es benötige einige Tage Arbeit, bis das Coolamon seine Form erhielt. Es dürfte auch aus Baumästen oder Baumwucherungen hergestellt worden sein.
Coolamons waren häufig an ihrer Außenseite mit verschiedenen Schnitzereien ornamental verziert, wie mit den typischen Insignien der Aborigines-Stämme oder mit Totem-Design. Sie wurden auch bei Zeremonien benutzt, zum Beispiel für aromatischen Rauch, von dem geglaubt wurde, dass er eine reinigende Wirkung habe. Die Coolamon wurden üblicherweise mit Fett von Emus eingerieben, um das Holz in gutem Zustand zu halten.

## Etymologie
Coolamon ein Wort von der Ostküste Australien, das von Murri- oder den in Queensland lebenden Aborigines, wie auch von den Dharug- oder Eora-Aborigines im Gebiet von Sydney stammt. Einige andere Namen für Coolamon sind:
| Wort                            | Sprache                         |
| ------------------------------- | ------------------------------- |
| piti                            | - Pitjantjatjara - Martu Wangka |
| - pitchi - bindgie - bingie     | Ualarai                         |
| binguie                         | Wollaroi                        |
| - dondee (small) - kittee (big) | Kutthung                        |
| oorlarda                        | Bardi                           |
| tarnuk                          |                                 |
| urtne                           | Arrernte                        |
| yandandakko                     | Pintupi                         |
| yoko                            | Kaurna                          |